# Abrocossus longus
Abrocossus longus  (лат.) — ископаемый вид цикадовых полужесткокрылых насекомых рода Abrocossus (семейство Palaeontinidae). Обнаружен в юрских отложениях Китая: (Daohugou Formation, келловейский ярус, возраст около 160 млн лет).

## Описание
Крупного размера ископаемые полужесткокрылые, которые были описаны по отпечаткам, длина переднего крыла 60,1 мм, ширина 23,5 мм.
Вид Abrocossus longus был впервые описан в 2007 году китайскими палеоэнтомологами Б. Ваном и Х. Чжаном (B. Wang; H. C. Zhang) вместе с видами Palaeontinodes daohugouensis, Neimenggucossus normalis, Suljuktocossus chifengensis.
Таксон Abrocossus longus включён в состав рода Abrocossus Wang and Zhang 2007.